# Jóhanna Maria Skylv Hansen
Jóhanna Maria Skylv Hansen, född Joensen 17 februari 1877 i Nólsoy, död 2 februari 1974 i Tórshavn, var en färöisk författare. Hon var den första kvinnliga författaren på Färöarna som fick sina böcker utgivna.
Jóhanna Maria Skylv Hansen växte upp på Nólsoy, en ö belägen väster om Streymoy. Fadern, Thomas Joensen, var skeppsredare. Modern var Pouline Marie Joensen (född Nolsøe). På moderns sida var hon ättling till Nólsoyar Páll. En kort tid efter konfirmationen flyttade hon till Tórshavn för att tjäna, däribland hos politikern Oliver Effersøe. Hon flyttade med sitt herrskap till Hesselø i Danmark 1896 och mötte där sin make, fyrmästaren Anders Hansen. De gifte sig 1897 och flyttade till Köpenhamn 1902. De flyttade till Färöarna 1912, där maken fick ansvar för olika fyrar runt om i ögruppen: Akraberg på Suðuroy (1912–1917), Borðan på Nólsoy (1917–1924), Mykineshólmur (1924–1940) och återigen i Borðan (1940–1945). Paret flyttade till Tórshavn 1952.
Tillsammans med sin make fick Jóhanna Maria Skylv Hansen åtta barn: Christian (1898), Pouline (1900), Hartvig (1902), Knud (1904), Paul (1906), Roland (1909), Eyvind (1913), Gudmund (1913).
Jóhanna Maria Skylv Hansen påbörjade sitt författarskap då barnen hade flyttat hemifrån. Hon började med att översätta psalmer (som bl.a. publicerades i tidskriften Varðin) och dikter (däribland H.C. Andersen) från danska till färöiska. Hon var även med och utarbetade den första färöiska ordboken som utkom 1928. Hennes författardebut kom först 1950, då Gamlar gøtur (Gamla stigar) publicerades. I detta verk beskrivs de färöiska männens arbeten och arbetsförhållanden samt några beskrivningar över de färöiska kvinnornas situation. Detta verk utgavs i fyra band och det resterande utkom 1967, 1970 respektive 1973. Hon mottog, som första kvinna, Färöarnas litteraturpris 1967.